# GamesRadar+
GamesRadar+（ゲームスレーダープラス）は、コンピュータゲームに関連するニュースやレビューを中心に扱うエンターテインメントウェブサイトで、フューチャー・パブリッシングがオーナーを務めている。